# القنطرة (جربة)

موقع قرية القنطرة من جزيرة جربة

القَنْطَرَة قرية تونسية تقع في جنوب جزيرة جربة، تصلها الطريق الرومانية بشبه جزيرة جرجيس.